# Мерчисонська широкопольна решітка
Мерчисонська широкопольна решітка (англ. Murchison Widefield Array, MWA) — міжнарожний проєкт зі створення та експлуатації низькочастотного радіотелескопа у Мерчисонській радіоастрономічній обсерваторії в Австралії. «Широкопольна» означає її дуже велике поле зору діаметром порядку 30 градусів. Працює в діапазоні частот 70–300 МГц, основними її науковими цілями є виявлення радіолінії нейтрального атомарного водню з космологічної епохи реіонізації, вивчення Сонця, геліосфери, іоносфери Землі та радіотранзієнтів, а також картографування позагалактичних радіооб'єктів.
Разом з ASKAP, який також знаходиться в Мерчисонській радіоастрономічній обсерваторії, і двома радіотелескопами в Південно-Африканській Республіці (HERA і MeerKAT), Мерчисонська широкопольна решітка є одним із чотирьох попередників проєкту Square Kilometre Array.

## Створення
Перші випробування Мерчисонської широкопольної решітки проходили на станції Мільєра. Потім телескоп був перенесений на південний захід, в Мерчисонську радіоастрономічну обсерваторію, за 800 км на північ від Перта. Це місце є радіотихим та має стабільний клімат для спостережень. В обсерваторії також розташований радіотелескоп ASKAP, а з часом має додатись і одна із двох Австралійських антенних решіток Square Kilometer Array. Мерчисонська широкопольна решітка є одним із чотирьох офіційних телескопів-попередників Square Kilometer Array, використовуваних для відпрацювання технологій майбутнього телескопа (іншими попередниками є, зокрема, HERA та MeerKAT у Південно-Африканській Республіці).
Мерчисонська широкопольна решітка спочатку була задумана як інструмент із 512 елементами (512T), який мав збиратись поетапно. Першим етапом був прототип із 32 елементів (Мерчисонська широкопольна решітка-32T), який експлуатувався з поступовим збільшенням можливостей з 2007 по 2011 рік, тестуючи апаратне забезпечення телескопа та виконуючи попередні наукові спостереження, включаючи початкові спостереження полів з метою дослідження епохи реіонізації.
Перша фаза телескопа, так звана «фаза I», була повністю побудована наприкінці 2012 року і введена в експлуатацію 20 червня 2013 року. Вона містила 128 фазованих плиток, кожна складена з 16 перехрещених диполів, розташованих у квадраті 4x4. Загальна вартість фази I склала 51 австралійський долар мільйон.
У 2017 році телескоп був модернізований, кількість антен подвоєна, що призвело до збільшення роздільної здатності та чутливості. Ця «фаза II» була добудована в жовтні 2017 року та офіційно запущена 23 квітня 2018 року.

## Наука
Мерчисонська широкопольна решітка є універсальним інструментом з дуже великим полем зору порядку 30 градусів, здатних охоплювати широкий спектр наукових цілей. На фазі I телескоп досліджував зони H II у галактичній площині, шукав радіовипромінювання екзопланет, спостерігав гало у скупченнях галактик, радіотранзієнти та навіть космічне сміття. Двома найбільшими результатами фази I стали:
- Перше виявлення плазмових трубок в іоносфері[9][10][9]
- GLEAM (англ. Galactic and Extragalactic All-sky MWA, галактичне і позагалактичне повне небо Мерчисонської широкопольної решітки) — огляд 300 000 позагалактичних джерел на 20 частотах від 70 до 230 МГц під назвою[11][12].